# Pavol Paška

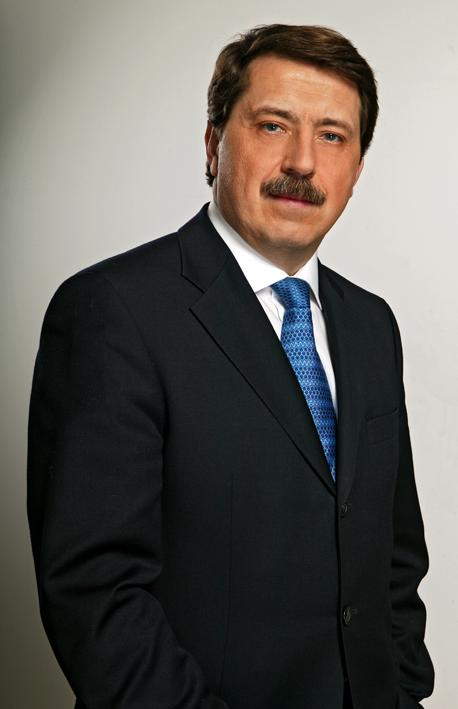
Pavol Paška

Pavol Paška (* 23. Februar 1958 in Košice; † 6. April 2018 ebenda) war ein slowakischer Politiker und Mitglied der Partei SMER.

## Leben
Von 2006 bis 2010 war er Präsident des slowakischen Parlaments, dann erneut 2012 bis 2014. Im Winter 2014 musste Paška aufgrund von Korruptionsvorwürfen zurücktreten, sein Nachfolger wurde der bisherige SMER-Bildungsminister Peter Pellegrini.